# Österfjärden, Åland
Österfjärden är en fjärd i Åland (Finland). Den ligger i den sydöstra delen av landskapet, 26 km öster om huvudstaden Mariehamn.